# 独居老人
独居老人（どっきょろうじん）とは一人で日常の生活をしている高齢者（老人）を指す。

## 概要
一人で生活している独居老人だがより狭義には退職などの形で所定の仕事には付いていない、あるいは地域社会との接点を持たない・何らかのコミュニティに属していない人を指す。一般に、所定の仕事に付いていたり地域社会に何らかの関係を持っている場合にはあまり意識してこのようには呼ばれない。
日本では2019年度の厚生労働省の国民生活基礎調査にて全世帯数の約28.8%が65歳以上の独居世帯で占められている。この中には親族は既に他界していていないか、もしくはいる場合でも何らかの事情により関係を絶っている場合が含まれ、他には関係を絶っていなくても親族が遠隔地に住むために連絡が疎遠となりがちなケースも含まれる。
地方自治体・福祉事務所においては基本的人権の範疇における生活保護としてこの独居老人の存在や生活状況を把握しようとしており、民生児童委員やホームヘルパーなどを活用している。

## 社会問題
これらの人々は社会との接点に乏しいことから孤独死という形で周囲に存在さえ知られないまま、餓死や病死するケースも頻繁に発生・報道されており社会問題として取り沙汰されている。
また悪徳商法の被害に遭うケースも頻繁に出ており次々商法や催眠商法、あるいは詐欺（特殊詐欺、投資詐欺など）の被害者として注目される場合もある。日常生活には支障の無い軽度の認知症でも契約能力がなかったり、あるいはこれら悪徳商法の関係者に恫喝されたり懐柔されたり、場合によっては孤独による寂しさに付け入れられたりといった事例も少なくない。
他にも自主防災（地域防災）や地方自治（自治会）といった住民参加型の社会基盤の場合、独居世帯の高齢者には参加が難しい。ごみの分別収集方式である沼津方式のように、住民参加が欠かせない社会サービスの破綻も危惧される。
これらの人が亡くなった際も問題である。関係者の連絡先が分からないケースも起こりうるため家財道具を含む財産が第三者に勝手に処分されたり、あるいは没収されたりして後々名乗り出た遺族と揉める場合もある。

## 問題の予防
特に問題とされやすいのは、地域社会との接点を持たない独居老人宅である。これらの人々は経済的・健康面・犯罪に巻き込まれても周囲に助けを求めにくい傾向があるため、この相談相手を身近に持つことは重要である。
この中には老人会のような高齢者コミュニティへの積極的参加や近所付き合いの積極化、あるいは高齢者同士の結婚（再婚）のような新しい形態の家族への参加といった行為も有効だろう。しかし高齢者同士の再婚は老老介護のような問題も派生させかねないため、訪問介護の利用などといった方向性に解決を求めることも出来る。
また訪問介護のようなサービスを必要としない健康な人でも趣味のサークルやボランティア活動など何等かのコミュニティに属することで、日常のちょっとした問題を気軽に相談できる友人を持つことは重要な問題予防の要素となるだろう。